# Японсько-російські відносини
Японсько-російські відносини були офіційно започатковані у середині 19 століття. Перші контакти між японцями і росіянами сягають початку 18 століття. Історично обидві країни є лідерами і суперниками в Східно-Азійському регіоні. Японія і Росія пройшли через японсько-російську війну 1904–1905 років, Сибірський похід 1918 року, бої на Хасані і Халхин-Голі 1938–1939 років, японсько-радянську війну 1945 року. Станом на 2011 рік між обома країнами досі не підписано мирного договору від часу останнього конфлікту. Японія і Росія мають напружені стосунки через наявність територіальної проблеми довкола південних Курильських островів. Японський уряд вимагає повернення островів; російський уряд відмовляється визнавати проблему. Вирішення питання через міжнародні інстанції гальмується Росією. Курильське питання заважає співпраці країн в економічній та зовнішньополітичній сферах.

## Історія

### до 1917

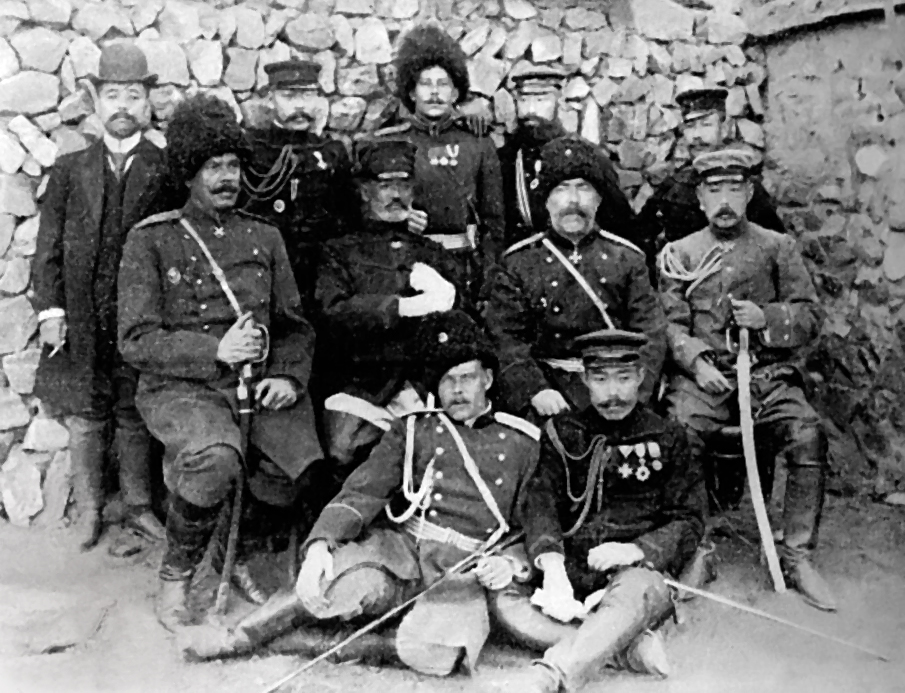
Японські і російські офіцери в Порт-Артурі.

Від часу прибуття російського посольства Путятіна до японсько-цінської війни 1894—1895 років японсько-російські відносини мали відносно дружній характер. На відміну від Великої Британії та Франції, Росія не втручалася у внутрішні справи Японії. Єдиною проблемою між обома державами було територіальне питання, що було вирішене підписанням Санкт-Петербурзького договору 1875 року. За договором Японія отримувала усю Курильську гряду, а Росія — острів Сахалін.
Унаслідок японсько-цінської війни виник конфлікт інтересів Японії і Росії щодо маньчжурських і корейських земель. Японія прагнула створити на цьому терені буферні держави для стримування Росії та інших західних держав, щоб забезпечити свою незалежність. Росія ж прагнула взяти участь у поділі китайських земель західними державами й бажала підкорити ці землі. Зрештою, між обома сторонами спалахнула військова сутичка, що тривала упродовж 1904—1905 років. Війна завершилася перемогою Японії і підписанням Портсмутського договору, за яким вона отримала Південний Сахалін. 1907 року укладено японсько-російську конвенцію, згідно з якою японці отримували право вести господарську діяльність у північних російських водах.
Протягом 1907—1916 років Японія і Росія спільно намагалися витіснити з Маньчжурії та Північно-Східного Китаю сили Великої Британії та США. У ці роки відбулися 4 таємні японсько-російські зустрічі, які узгоджували дії у цьому напрямі.

### Радянська Росія

#### 1917—1945

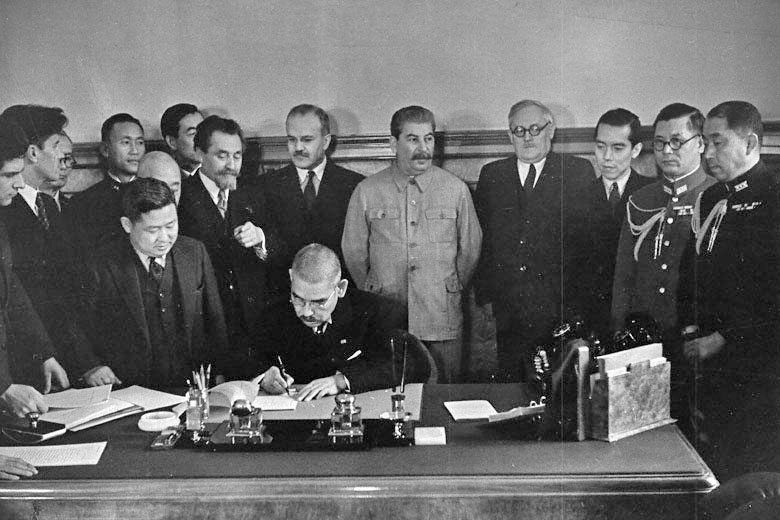
Міністр закордонних справ Японії Мацуока Йосуке підписує пакт про ненапад між Японією та СРСР. На задньому плані — Йосиф Сталін, який порушить цей пакт через чотири роки.

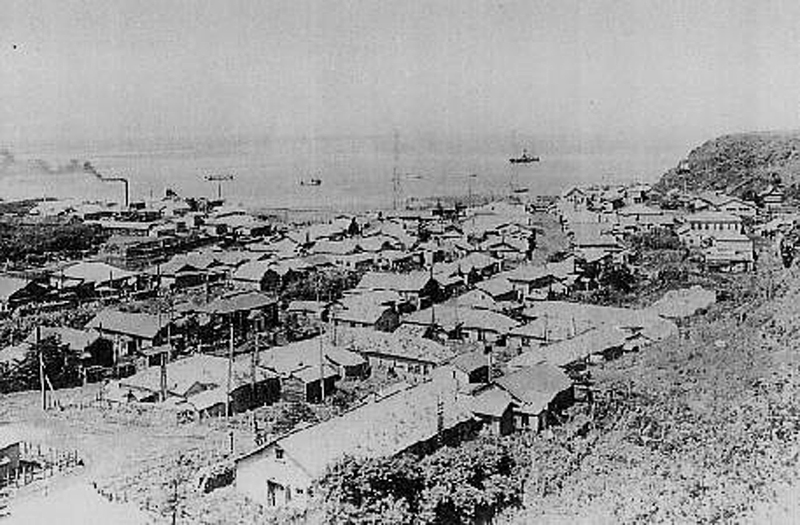
Японське село Сяна на Ітурупі.

Після більшовицького жовтневого перевороту 1917 року в Росії Японія різко змінила свій зовнішньополітичний курс щодо Росії. 1918 року двосторонні відносини були розірвані.
В серпні 1918 року японська армія, у складі міжнародного миротворчого контингенту, взяла участь в Сибірському поході проти радянської влади. Японці захопили Владивосток і до травня 1925 року утримували Північний Сахалін. Інтервенція тривала 4 роки. Вбивство більшовиками японського цивільного населення в Ніколаєвську 1920 року, японська влада використала як привід до затягування операції. В серпні 1923 року офіційна Москва вислала гуманітарні вантажі для допомоги постраждалим від Великого кантоського землетрусу, проте японський уряд відмовився від допомоги. Загалом Сибірський похід закінчився поразкою Японії й серйозно зашкодив відносинам між обома державами.
1925 року Японія визнала уряд СРСР, підписавши Пекінський договір, й відновила міждержавні відносини. Протягом наступних 3 років обидві сторони підписали конвенції щодо торгівлі нафтою, вугіллям, деревиною, а також господарської діяльності в прикордонних зонах. Попри це СРСР і Японія продовжували вважати один одного недружніми державами.
Японсько-радянські відносини погіршилися після Маньчжурського інциденту 1931 року. Напруження ще більше посилилося в результаті проголошення Маньчжурської держави 1932 року та підписання Японією Антикомінтернівського пакту 1936 року. Під час битви на озері Хасан 1938 року та боїв на Халхин-Голі 1939 року міждержавні відносини опинилися на межі розриву.
В ході Другої світової війни СРСР і Японія підписали союзницькі договори з Німеччиною у 1939 і 1940 роках відповідно. На цьому тлі, в квітні 1941 року було укладено японсько-радянський пакт про нейтралітет, чинний до середини 1946 року. Незважаючи на спалах німецько-радянської війни, Японія не порушувала пакту, ігноруючи вимоги німців. Так само, СРСР зберігав нейтралітет щодо Японії, коли та вступила у війну з США на Тихому океані. Ситуація змінилася в 1945 році, коли поразка Німеччини і Японії від сил союзників стала очевидною. В лютому того ж року, на Ялтинській конференції, СРСР погодився із пропозиціями США взяти участь у війні проти Японії в обмін на приєднання до СРСР усіх Курильських островів та Південного Сахаліну.
В квітні 1945 року радянський уряд заявив японській стороні, що продовжувати термін дії пакту про нейтралітет не буде. Після травневої капітуляції Німеччини, проголошення Потсдамської декларації та ядерного бомбардування Хіросіми, СРСР в односторонньому порядку розірвав пакт і 8 серпня оголосив війну Японії. Під тиском радянських і американських військ Японія капітулювала 2 вересня 1945 року. Японці, що потрапили в радянський полон, були інтерновані до сибірських концтаборів.

#### 1945— 1991

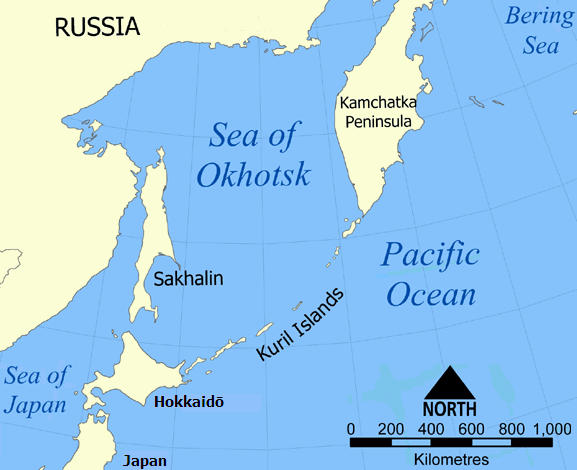
Карта Сахаліну і Курил

Після Другої світової війни та розподілу Корейського півострова японсько-радянські відносини визначалися протистоянням СРСР і США. Згідно з умовами Потсдамської декларації Японія мала бути окупована союзниками, однак реальну окупацію країни здійснювали лише американці. В результаті Японія перетворилася на передову США в Холодній війні.
У вересні 1951 року Японія підписала Сан-Франциський мирний договір, який остаточно поклав кінець Другій світовій війні, і відновив японську незалежність. СРСР не визнав цього договору і не підписав його. Одночасно японці уклали зі США спільний японсько-американський договір про безпеку, що захищав Японію від потенційної комуністичної агресії. 1952 року США сприяли вступу Японії до ООН, однак проект резолюцію був перекритий радянським вето. СРСР мав свої дипломатичні представництва в Токіо, але договору про мир і припинення війни між обома країнами укладено не було.
В червні 1955 року у Лондоні відбулися японсько-радянські перемовини щодо проблем воєнного врегулювання. Японці вимагали виводу радянських військ з Південного Сахаліну та Курил, заборони антияпонської пропаганди, дозволу СРСР на членство Японії в ООН, укладення господарсько-торговельного договору. Особливо японський уряд наполягав на передачі островів Хабомай, Кунашир, Ітуруп та Шикотан з Курильської гряди як головну умову підписання перемир'я з Москвою. Зрештою, у жовтні 1956 року Японія та СРСР підписали мирний договір та відновили дипломатичні відносини, залишивши територіальну проблему не вирішеною.
1957 року Японія та СРСР підписали договір про дружбу і торгівлю. Протягом 1968—1974 років Японія вкладала кошти в освоєння сибірських лісів, в розвиток Сахалінських і Якутських родовищ нафти і газу. Загальна сума японських інвестицій в радянську економіку в 1952 році становила 40 мільйонів доларів США, а в 1982 році — 5,581 трильйонів доларів.
Відносини між Японією та СРСР погіршилися після вторгнення радянських військ до Афганістану. Японія бойкотувала Московську олімпіаду 1980 року і запровадила жорсткі економічні санкції щодо Москви.
Основною проблемою японсько-радянських відносин залишалося питання Південних Курил. До приходу Горбачова до влади, радянський уряд відмовлявся вести переговори щодо цього, вважаючи проблему вичерпаною. Проте з настанням перебудови в СРСР позиція радянської влади змінилася. Сподіваючись на японські інвестиції, СРСР відновив переговори з Японією. Провісником покращення відносин між обома країнами стало підписання японсько-радянського договору про співпрацю в області культури 1986 року. Проте конкретних кроків з вирішення основної проблеми вжито не було.

### Російська Федерація

#### 1991— дотепер

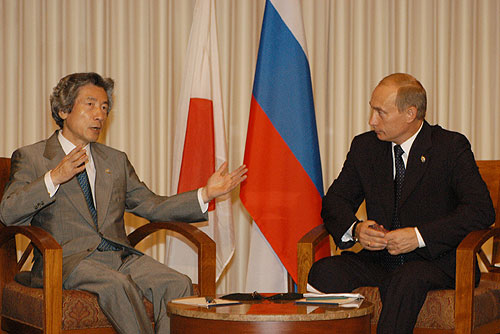
Путін з Коїдзумі Дзюнітіро.

Після розпаду СРСР і створення РФ, Японія сподівалася на вирішення Курильського питання на свою користь. Російський уряд на чолі з Борисом Єльциним пропонувала співпрацю в економічній сфері в обмін на початок перемовин щодо територій. 1997 року російська влада погодилася на поступове повернення Японії островів Хабомай і Шикотан. Проте з приходом до влади Володимира Путіна ці перемовини припинилися. У 2010 році президент Дмитро Мєдвєдєв відвідав Південні Курили, попри рішучі протести японського уряду.
Незважаючи на наявність територіальних проблем Японія продовжує вкладати гроші в освоєння Сибіру та сприяє розвитку японської культури в Росії і в країнах СНД.